# 鹿島郵便局 (福島県)
鹿島郵便局（かしまゆうびんきょく）は、福島県南相馬市にある郵便局。民営化前の分類では集配特定郵便局であった。

## 概要
住所：〒979-2399 福島県南相馬市鹿島区西町1-30

## 沿革
- 1875年（明治8年）10月 - 鹿島郵便局（五等）として開設[1]。
- 1885年（明治18年）10月1日 - 貯金取扱を開始。
- 1891年（明治24年）1月16日 - 為替取扱を開始。
- 1960年（昭和35年）1月21日 - 上真野郵便局から電話交換事務の取扱を移管[2]。
- 1974年（昭和49年）1月23日 - 電話交換および和文電報配達業務を原町電報電話局に移管。
- 2007年（平成19年）10月1日 - 民営化に伴い、併設された郵便事業原町支店鹿島集配センターに一部業務を移管。
- 2012年（平成24年）10月1日 - 日本郵便株式会社発足に伴い、郵便事業原町支店鹿島集配センターを鹿島郵便局に統合。

## 取扱内容
- 郵便、印紙、ゆうパック、内容証明
- 貯金、為替、振替、振込、国際送金、国債
- 生命保険、バイク自賠責保険
- ゆうちょ銀行ATM（管轄はゆうちょ銀行仙台支店）
- 南相馬市内の一部地域の集配業務

## 周辺
- 南相馬市鹿島区役所（旧・鹿島町役場）
- 国道6号
- 真野川

## アクセス
- JR常磐線 鹿島駅から西へ約600m（徒歩約8分）
- 福島交通バス 鹿島中町停留所下車
- 駐車場あり：7台